# Tramezaïgues
Tramezaïgues település Franciaországban, Hautes-Pyrénées megyében. Lakosainak száma 35 fő (2022. január 1.). Tramezaïgues Cadeilhan-Trachère, Aragnouet, Saint-Lary-Soulan és Bielsa községekkel határos.

## Népesség
A település népessége az elmúlt években az alábbi módon változott:
| Lakosok száma | 32   | 33   | 35   | 34   | 35   | 37   | 39   | 40   | 35   |
|               | 2013 | 2015 | 2016 | 2017 | 2018 | 2019 | 2020 | 2021 | 2022 |